# Tổng tư lệnh lực lượng vũ trang Nam Nga
Tổng tư lệnh lực lượng vũ trang Nam Nga (tiếng Nga: Особое совещание при Главкоме ВСЮР, đã Latinh hoá: Osoboye soveschaniye pri Glavkome VSYuR) là một cơ quan hành chính ở miền nam Nga vào năm 1918 và 1919 thực hiện các chức năng của chính phủ trong lãnh thổ do Quân đội tình nguyện Bạch vệ và Lực lượng vũ trang của Nam Nga kiểm soát.
Tiền thân của Bộ Tổng tư lệnh là Hội đồng Chính trị (Политический совет; Političeskij sovet) được thành lập vào tháng 12 năm 1917. Năm 1918, do ngày càng có nhiều lãnh thổ nằm dưới sự kiểm soát của Quân đội Tình nguyện, vấn đề quản lý dân sự trở nên có hậu quả hơn. Vào ngày 31 tháng 8 năm 1918, Bộ Tổng tư lệnh được thành lập dưới quyền Đại tướng Mikhail Vasiliyevich Alekseyev. Các chức năng của Bộ Tổng tư lệnh đã được làm rõ vào ngày 3 tháng 10 năm 1918. Người đứng đầu Quân đội tình nguyện sẽ là chủ tịch Bộ Tổng tư lệnh sẽ làm cơ quan cố vấn cho người đứng đầu. Vào ngày 8 tháng 10 năm 1918, sau cái chết của Tướng Andreasseyev, vai trò của Lãnh tụ tối cao đã được trao cho Đại tướng Anton Denikin. Chủ tịch của bộ chỉ huy là Abram Dragomirov (tháng 10 năm 1918, tháng 9 năm 1919) và Aleksandr Lukomsky (tháng 9, tháng 12 năm 1919). Bộ Tổng tư lệnh đã bị bãi bỏ vào ngày 30 tháng 12 năm 1919 bởi Denikin và được thay thế bằng Chính phủ Tổng tư lệnh lực lượng vũ trang Nam Nga (Правительством при Главнокомандующем ВСЮР; Pravitel'stvom pri Glavnokomanduyushchem VSYuR) và vào tháng 3 năm 1920, thành lập Chính phủ Nam Nga thú nhất.